# Thyrfing
Thyrfing ist eine Viking-Metal-Band aus Schweden.
Der Name der Band stammt von dem verfluchten Schwert Tyrfing aus der nordischen Mythologie.

## Geschichte
Joakim Kristensson, Patrik Lindgren und Thomas Väänänen waren ab 1994 Mitglieder einer Metal-Band, deren Name, Besetzung und Musikstil sich immer wieder änderte. Letztlich entstand eine feste Besetzung, die aus Thomas Väänänen am Schlagzeug, Patrik Lindgren am Bass und Joakim Kristensson Gitarren und Gesang bestand, und die Band gab sich den Namen Pantheon. Die Mitglieder kamen auf die Idee, eine neue Band zu gründen. Nach den Proben und in der Freizeit spielte Kristensson Schlagzeug und Lindgren Gitarre. Zusammen mit dem Bassisten Kimmy Sjölund und dem Gitarristen Peter Löf gründeten sie eine neue Band. Nach mehreren Namenswechseln entschieden sie sich für den Namen Thyrfing.
Nach einigen Monaten hatte die Band vier Stücke fertiggestellt und nahm diese unter nach eigener Aussage „sehr primitiven Umständen“ (mit einem Vierspurgerät im Proberaum, sehr schlechten Mikrophonen und Verstärkern etc.) auf. Die Demoaufnahme wurde Solen svartnar (Die Sonne wird schwarz) betitelt, und die Texte handeln von Ragnarök. Die Aufnahme wurde laut Thyrfing ohne ernsthafte Ziele erstellt, in einer Auflage von 100 Exemplaren veröffentlicht und an einige schwedische Fanzines versandt und über Untergrund-Versände verkauft. Während die Band Pantheon noch aktiv war, wurde Thyrfing zunehmend zu einer „echten Band“; den benötigten Sänger fand sie in Thomas von Pantheon. Für ihre nächste Aufnahme suchte sie sich ein richtiges Studio. Die Aufnahmen wurden auf der zweiten Demokassette Hednaland (Heidenland), die vier „echte“ und drei Instrumentalstücke enthielt und im Gegensatz zu Solen svartnar an Plattenfirmen, Magazine und Verteiler weltweit versandt wurde.
Anfang 1997 wurde die Band von der niederländischen Plattenfirma Hammerheart Records kontaktiert. Diese wollte Hednaland auf MCD veröffentlichen, die Band hingegen war mit dem Material nicht mehr zufrieden und schlug stattdessen die Aufnahme eines Albums vor. Hammerheart Records war mit dem Vorschlag einverstanden und nahm Thyrfing unter Vertrag. Die erste Hälfte des Jahres verbrachte die Band mit Proben und dem Schreiben neuer Stücke sowie einigen Konzerten in Stockholm. Im Juli 1997 nahm die Band ihr Debütalbum im Sunlight Studio mit der Unterstützung von Tomas Skogsberg und Fred Estby von Dismember auf. Nach den Aufnahmen suchte die Band nach einem neuen Gitarristen, hauptsächlich für Live-Auftritte, aber auch für künftige Aufnahmen. Diesen fand sie in Vintras, dem ehemaligen Gitarristen von Funeral Mist. Das selbstbetitelte Erstwerk wurde im März 1998 veröffentlicht. Während der Kompositionen und Proben für ihr zweites Album begann die Band an Vintras als passendem Gitarristen zu zweifeln; der offiziellen Biographie zufolge fehlte es ihm an Interesse und Engagement, weshalb er Thyrfing verlassen musste. Valdr Galga wurde im Studio B der Abyss Studios mit der Unterstützung von Tommy Tägtgren aufgenommen. Für künftige Live-Auftritte wurde Henke Svegsjö von Ancient Winds Thyrfings zweiter Gitarrist. Das Album erschien im März 1999, ein Jahr nach dem Debüt.
Die Plattenfirma Grim Rune Productions zeigte Interesse an einer Wiederveröffentlichung der ersten Demoaufnahme Solen svartnar und veröffentlichte diese im Mai 1999 in einer Auflage von 300 Exemplaren als 7-inch-EP. Am 23. Mai 1999 gab die Band ihren ersten Auftritt außerhalb Schwedens auf der Black Stage des Dynamo Open Air. Außerdem spielte sie auf ihrer ersten Tournee, Summer Clash II, zusammen mit Six Feet Under, Vader, Enslaved, Cryptopsy und Nile; im Vorfeld der Tournee veröffentlichte Hammerheart Records’ Tochterfirma Unveiling the Wicked eine CD mit beiden Demoaufnahmen unter dem Titel Hednaland in einer limitierten Auflage von 2000 Exemplaren. Nach der Tournee pausierte die Band, um wieder die nötige Energie für das kommende Album zu bekommen.
2000 nahm die Band, erneut im Studio B, ihr drittes Album Urkraft auf. Vor dessen Veröffentlichung tourte sie mit den ebenfalls bei Hammerheart Records unter Vertrag stehenden Bands Primordial und Shadowbreed durch die Niederlande, Belgien und Deutschland. Im August 2000 wurde das Album veröffentlicht.
Im Herbst 2001 nahm die Band in den Dug-Out-Studios mit dem bekannten Daniel Bergstrand das Album Vansinnesvisor auf. Es wurde im Juli des folgenden Jahres veröffentlicht und verhalf Thryfing zu etwas größerer Bekanntheit. Im Jahr 2005 wurde schließlich ihr Album Farsotstider veröffentlicht.
Im März 2007 verließen Sänger Thomas Väänänen und Gitarrist Henrik Svegsjö aufgrund von Motivationsmangel die Band. Ersetzt wurde Väänänen durch Ex-Naglfar-Sänger Jens Rydén. Die zweite Gitarrenposition wurde vorerst nicht neu besetzt. 2008 spielten Thyrfing als Special Guest einige Konzerte auf der Heidenfest-Tournee in Deutschland. Des Weiteren traten Thyrfing 2009 in Lichtenfels auf dem Ragnarök-Festival sowie auf dem Party.San Open Air auf.
2013 wurde das aktuelle Album De ödeslösa veröffentlicht. Zusammen mit Alestorm, Arkona, Ex Deo, Wolfchant und Bornholm ging die Band 2013 auf die Paganfest-Europatour.
Im Jahr 2015 spielte Thyrfing im Bullhead City Circus auf der Headbanger Stage des Wacken Open Airs.

## Diskografie
- 1995: Solen svartnar (Demo, MC, Eigenvertrieb; 7"-Vinyl, Grim Rune Productions)
- 1996: Hednaland (Demo, MC, Eigenvertrieb; Wiederveröffentlichung 1999: CD/LP, Unveiling The Wicked / Hammerheart Records)
- 1998: Thyrfing (Album, CD/LP, Hammerheart Records)
- 1999: Valdr Galga (Album, CD/LP, Hammerheart Records; MC, Moon Records)
- 2000: Urkraft (Album, CD/2x12"-Vinyl, Hammerheart Records; MC, Moon Records)
- 2002: Vansinnesvisor (Album, CD/LP, Hammerheart Records)
- 2005: Farsotstider (Album, CD, Regain Records)
- 2008: Hels vite (Album, CD, Regain Records)
- 2013: De ödeslösa (Album, CD, NoiseArt Records)
- 2021: Vanagandr (Album, CD/2x12", Despotz Records)

Beiträge auf Kompilationen (Auswahl):
- 1996: Vargavinter auf Conquering the World (MC, Arte De Occulta)
- 1999: Swords of Asgard auf Victims of The Bubonic Plague 1 (CD, Rough Trade)
- 2000: The Slumber of Yesteryears auf Born in Fire the Fifth Curse (CD, Hammerheart Records)
- 2008: Höst auf Pagan Fire (CD/CD+DVD/CD+DVD-V, Nuclear Blast)
- 2013: Veners Förfall auf Austrian Metal Alliance Vol. III (CD, Napalm Records)